# Mario Bischin
Mario Bischin, rodným jménem Marius Ioan Bischin (* 7. července 1986 Sibiu), je rumunský zpěvák a hudební producent. Vyhrál ocenění „Zhurma Show Awards 2010“ v kategorii Best dance male s písní „ID Lover“ s hudební skupinou Revolt Klan. Ocenění „Dance Music Awards 2016“ v kategorii Najlepszy duet pak získal s hudební skupinou Playboys. Také získal nominaci na ocenění „Bursztynowy Słowik“ na hudebním festivalu „Polsat Sopot Festival 2014“ s písní „Macarena“.

## Filmografie
| Název             | Rok  | Role   | Režie          | Ref.  |
| ----------------- | ---- | ------ | -------------- | ----- |
| „Boys Extraklasa” | 2016 | Osobně | Marcin Załęski | [ 6 ] |

## Ocenění a nominace
| Rok  | Kategorie                                                | Ocenění                    | Výsledek  | Ref.  |
| ---- | -------------------------------------------------------- | -------------------------- | --------- | ----- |
| 2010 | Best dance male („I.D. Lover”) (se skupinou Revolt Klan) | Zhurma Show Awards 2010    | vítězství | [ 3 ] |
| 2014 | Słowik Publiczności („Macarena”)                         | Polsat Sopot Festival 2014 | nominace  | [ 5 ] |
| 2017 | Najlepszy duet (se skupinou Playboys)                    | Dance Music Awards 2016    | vítězství | [ 4 ] |